# 盧茨克挾持人質事件
卢茨克人质危机（羅馬化：Zakhoplennia zaruchnykiv u Lutsku）于2020年7月21日发生在乌克兰沃伦州首府卢茨克。嫌犯马克西姆·克里沃什挟持了一辆BAZ A079巴士，将自己与车上13名乘客围困在剧院广场内。在事件中，克里沃什与乌克兰总统弗拉基米尔·泽连斯基通话，要求他公开呼吁国民观看2005年动物权利纪录片《地球上的生灵》，泽连斯基遵照他的要求發佈影片。最终，经过数小时的谈判，人质全部获释，克里沃什被逮捕。

## 事件

### 事发前
挟持大巴前，嫌犯马克西姆·克里沃什在Twitter发文称“国家是头号恐怖分子”，要求多位国家政要，即内务部长阿森·阿瓦科夫、前总统彼得·波罗申科、前政治寡头里纳特·阿克梅托夫、前第聂伯罗彼得罗夫斯克州州长兼政治寡头伊戈尔·科洛莫伊斯基、前寡头维克托·平丘克录制视频，宣布他们是法律定义的恐怖分子。另外，他要求总统弗拉基米尔·泽连斯基呼吁国民观看讲述人類剥削动物的2005年纪录片《地球上的生灵》。

### 挟持巴士

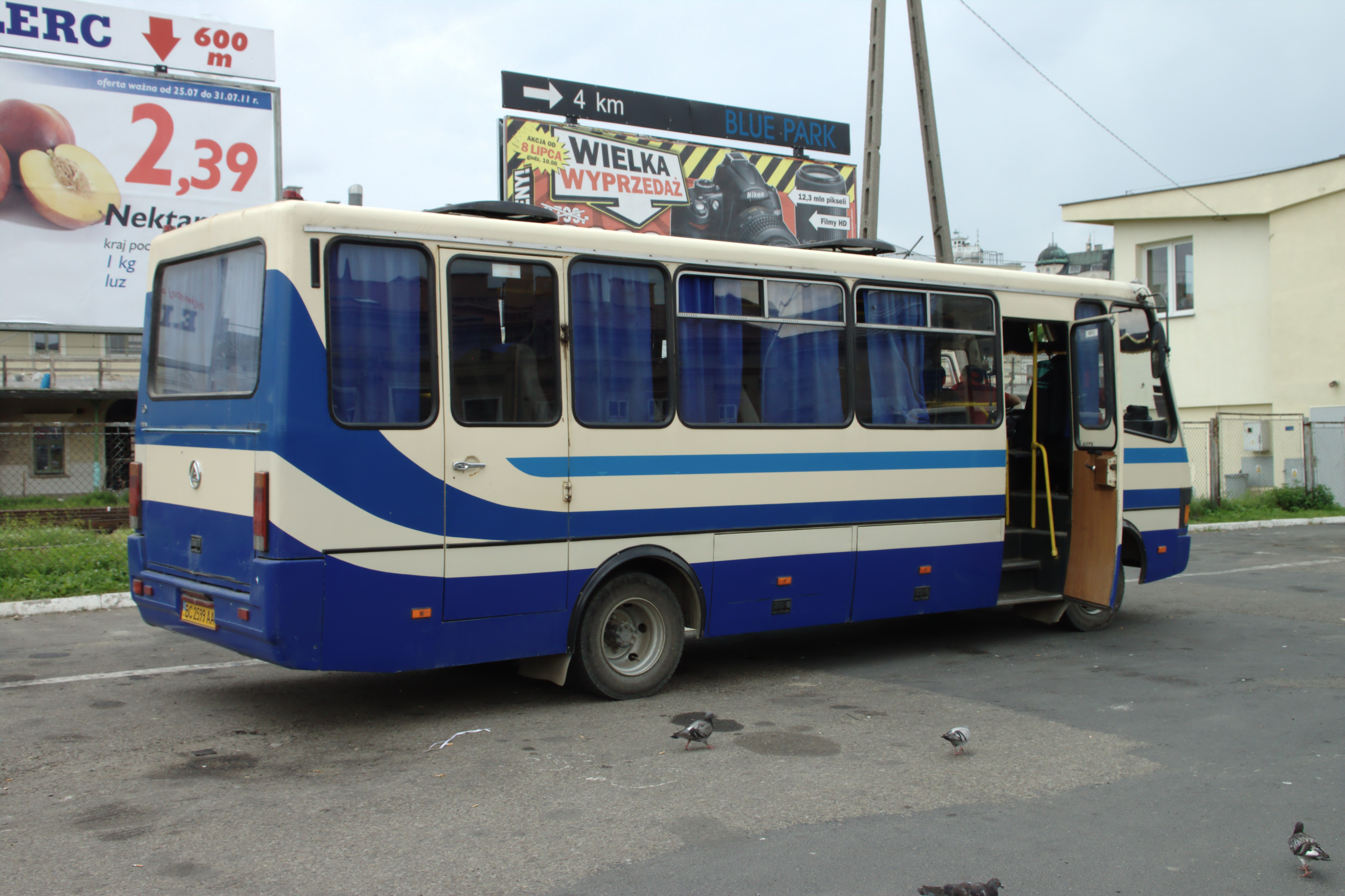
BAZ A079巴士

当天，克里沃什胁持了一辆从克拉斯尼利夫卡出发，途径卢茨克驶向柏斯台奇可的大巴。该男子身穿背包，还拎着一个旅行包。巴士被他胁持时，停在列霞·乌克兰卡纪念碑附近的剧院广场。乌克兰副内务部长安东·格拉先科介绍，恐怖分子于当天上午9点25分向警方报警，自称“马克西姆·普洛霍伊”（Maksim Plokhoy），表示自己胁持了人质，还有一颗炸弹。
警方封锁了市中心道路，研判营救方案，其中烏克蘭國家安全局提出了“回旋镖”（Boomerang）计划。沃伦州的乌克兰国家警察依照该国《刑法》第147条了解挟持者的身份。警方最初指大巴上有20人，后来确认为13人。
内政部长阿森·阿瓦科夫飞抵卢茨克。总统弗拉基米尔·泽连斯基表示他正控制局面，在保障无人员伤亡的情况下解决危机。
记者尤里·布图索夫（Yuriy Butusov）称接到嫌犯的电话，要求他到巴士。
根据最初的信息，克里沃什朝警方开了几枪，并向他们投掷手榴弹，但没有爆炸。之后大巴附近发生三次爆炸，市警察局办公室遭受批评。
大巴的其中一名人质娜塔莉亚·波萨（Natalia Bosa）在获释后表示，克里沃什对人质非常好，还跟他们庆祝反体制的这一天，还让大家用桶上厕所。
到晚上7点，嫌犯允许人质喝水。
人质被救出前，克里沃什曾向他们致歉。

### 谈判
到晚上9点，泽连斯基与嫌犯通了约10分钟电话，之后嫌犯释放三位人质。泽连斯基还遵照嫌犯的要求，用俄语录制视频，说：“2005年的电影《地球上的生灵》，大家都应该看”。视频后来被删除。

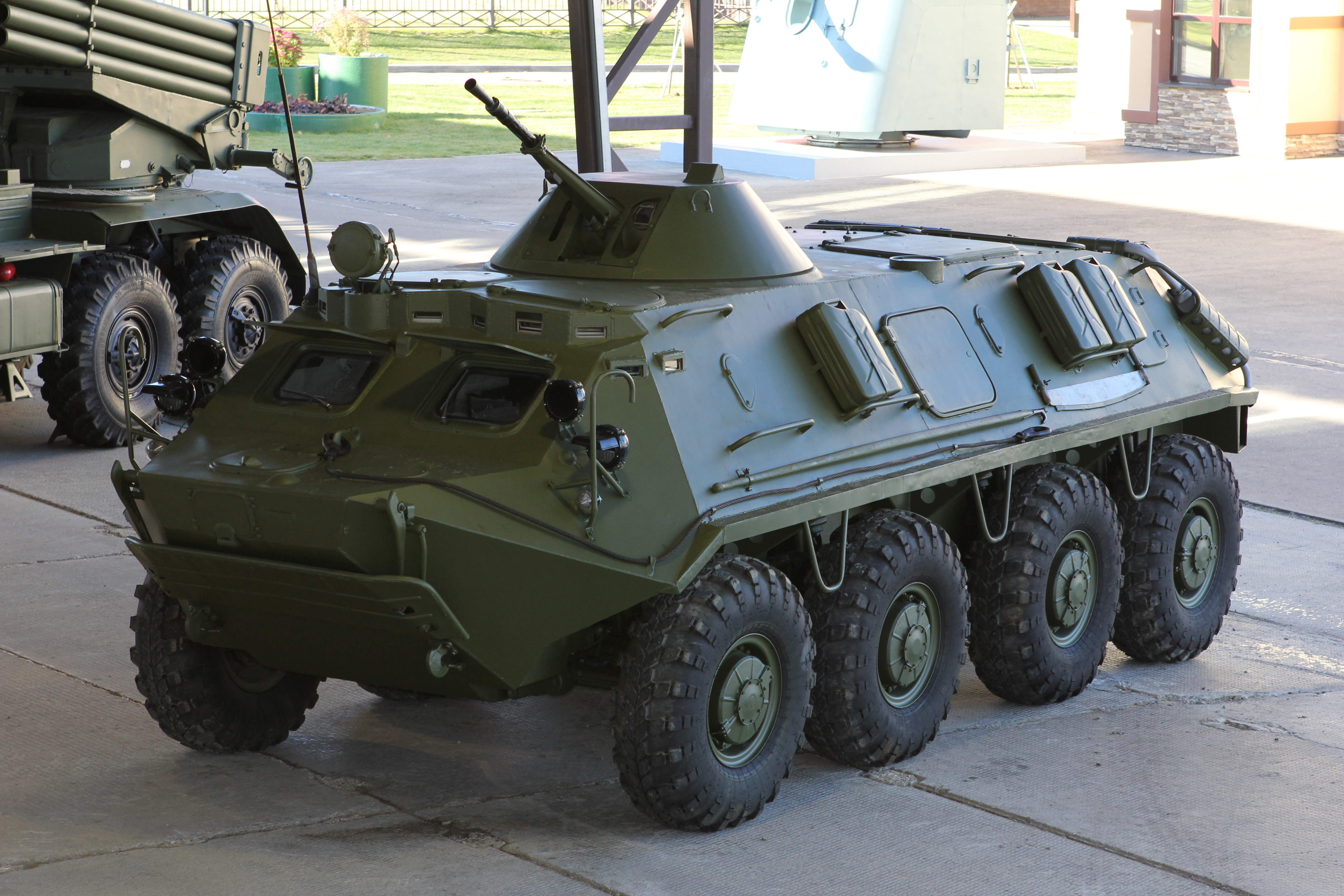
乌克兰国民警卫队的BTR-60武装运输车参与了营救行动

晚上约9点46分，克里沃什举双手投降，走出大巴。一分钟后，三名警察从旁接近，给他戴上手铐，他没有反抗。之后，特种部队开始使用装甲运兵车和闪光弹突袭公共汽车。经过数小时的谈判，人质全部获释，均未受到伤害。副内务部长安东·格拉先科解释称，之所以进行突袭是因为警方不知道逮捕克里沃什会不会引发其他行为。

### 后续
阿森·阿瓦科夫表示嫌犯的同谋在哈尔科夫被捕。
7月21日至22日晚上，犯罪学家开始在犯罪现场工作。
英国《卫报》报道了后续的情况：“星期四（7月21日）的晚些时候，乌克兰内政部长阿森·阿瓦科夫表示：‘电影非常优秀，不过你大可不必过分激动，给整个国家造成如此大的恐慌——你只管看，不用那样做。’”
7月23日，波尔塔瓦的一名嫌犯在遭受警方逮捕时，非法挟持了一辆警车和车上的警察。7月24日，哈尔科夫法庭下令拘捕涉嫌与克里沃什同案的德米特罗·米哈伊尔伦科（Dmytro Mykhaylenko），他被判两个月监禁，保释金17.5万格里夫纳。

## 调查
事件嫌犯被判四项《刑法》罪名，包括：挟持人质、非法持有武器、侵害执法人员姓名及恐怖主义行为。

### 袭击者
袭击者马克西姆·克里沃什，44岁男子，1975年11月6日出生在俄罗斯苏维埃联邦社会主义共和国奥伦堡州盖伊。父亲斯蒂芬·克里沃什（Stepan Kryvosh）是伊戈尔·西科斯基基辅理工学院助理教授，是电机集电器制造方法及环形零件硬化方法的专利持有人。母亲2013年车祸去世。还有一个弟弟，叫博丹（Bohdan）。儿子于2005年出生。
克里沃什曾有两次前科。最初，警方在7月21日表示袭击者正在接受精神病治疗，但被内政部长安东否认。
2014年，克里沃什的著作《犯罪哲学》以俄文在VolynPoligraf出版社出版，他在书中回忆了狱中的生活。该书共印了400本。
克里沃什还在罗夫诺州的杜布諾登记志愿者，帮助照料宠物。他后来表示自己原计划胁持卢茨克的烏克蘭正教會圣三一大教堂。

## 反应
美国驻乌克兰大使馆对人质获释表示欢迎。
美国商人伊隆·马斯克在Twitter发文评论事件，称“不过是2020年的又一天”，言下之意是2020年尽是坏消息。
电影《地球上的生靈》的作者表示不赞同恐怖主义。
文尼察州、日托米爾州、外喀爾巴阡州、伊万诺-弗兰科夫斯克州、利沃夫州、羅夫諾州、捷爾諾波爾州、赫梅利尼茨基州和切爾諾夫策州九个州分和基輔的安保有所加强。